# Ney Gonçalves Dias
Ney Gonçalves Dias (Serrania, 8 de agosto de 1940) es un periodista brasileño.

## Biografía y carrera
Empezó su carrera en la década de 1960, cuando presentó un programa en TV Cultura. En la década de 1970, fue presentador en la radio Jovem Pan, conduciendo los noticieros Jornal da Integração Nacional y Jornal da Manhã. Ney está orgulloso por entrevistar a Chico Xavier para Fantástico. Pasó también por las redes Excelsior y Tupi, en la conducción de Pinga Fogo. En 1980, a invitación de Boni, se volvió nacionalmente conocido al trabajar en TV Globo, en el programa TV Mulher, junto a la entonces sexóloga Marta Suplicy, a la conocida periodista Marília Gabriela y al entonces estilista Clodovil Hernandes. Ney es recordado debido al tombo de la mesa durante un programa en 1983, siendo reprisado varias veces. Condujo también el programa O Povo e o Presidente. Ney se quedó en la emisora hasta 1984, cuando la emisora hizo una reformulación, y aún se transfirió para TV Manchete. En el final de los años 1980, pasó por Rede Bandeirantes, donde ganó su programa de auditorio y también presentó el noticiero Bandeira 1. Fue para Record en 1991. En 1995, comandó por primera vez el programa Cidade Alerta, de donde quedó hasta 1996, cuando fue reemplazado por João Leite Neto, y volvió en corto período en 2002, después de la salida de José Luiz Datena del programa.
En 1997, Ney pasó por SBT, donde presentó la última fase del noticiero Aqui Agora. En el canal, condujo también Notícias do Dia, noticiero exhibido en el final de noche y comandó un suplemento de entrevistas en SBT Notícias, ambos en la época en que el periodismo de la casa estaba en decadencia.
También en SBT, presentó Programa Livre, a los lunes entre 13 de septiembre y 27 de diciembre de 1999, integrando una rotación de cinco presentadores que reemplazaron a Serginho Groisman, junto a Márcia Goldschmidt, Lu Barsoti, Christina Rocha y Otávio Mesquita. En 2002, salió de Record, donde condujo el noticiero Cidade Alerta por un corto período y el programa Questão de Opinião. Fue para RedeTV!, para presentar el programa femenino Bom Dia Mulher. En 2004, asumió el noticiero policial Repórter Cidadão, en la misma emisora. Pasó también por CNT, TV da Gente, donde coapresentó el programa Encontro da Gente junto a Adyel Silva, y por TV JB. Desde 2008, Ney está en Rede Brasil.